# Inwazja Maroka na Songhaj
Inwazja Maroka na Shoghaj – konflikt zbrojny pomiędzy Marokiem a Songhajem trwający przez ostatnie dziesięciolecie XVI wieku. Charakterystyczna dla konfliktu była przewaga technologiczna strony marokańskiej – wojsko uzbrojone było w broń palną i artylerię, oraz przewaga liczebna po stronie Songhaju. Mimo że wszystkie większe bitwy w kampanii zakończyły się pełnym zwycięstwem Marokańczyków, nie udało im się opanować całego terytorium przeciwnika. Inwazja doprowadziła do rozpadu imperium songhajskiego na niezależne organizmy, z których najważniejszymi były Paszalik Arma uznający zwierzchnictwo Maroka, oraz prowadzące z nim niemal nieprzerwanie wojnę Królestwo Dendi.

## Tło najazdu

### Kryzys w Songhaju

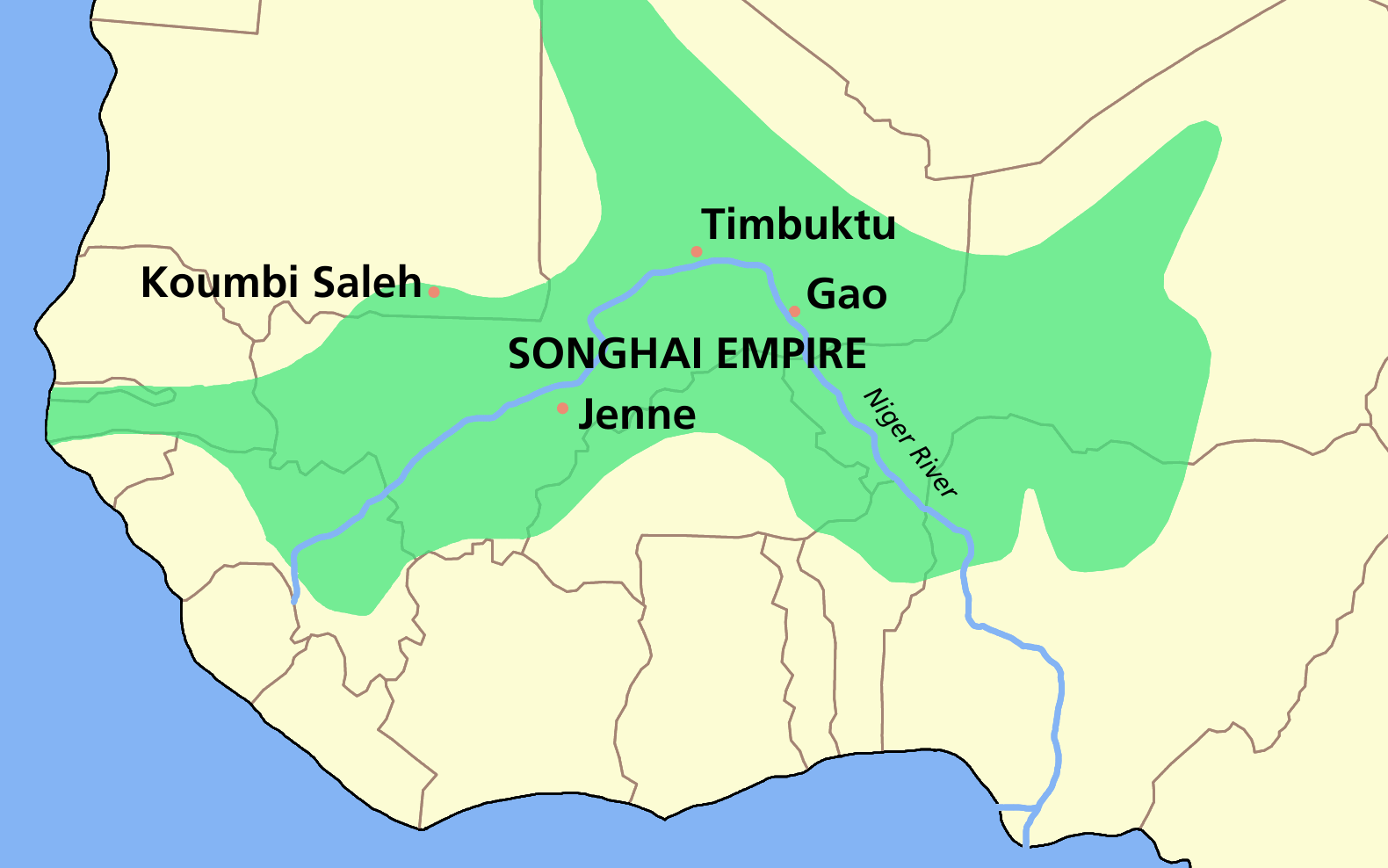
Imperium Songhaju u szczytu potęgi

Imperium Songhaju przeżywało, w drugiej połowie XVI wieku, poważny kryzys. Złożyło się na niego wiele różnych czynników. Pogorszyła się sytuacja ekonomiczna – ceny złota stanowiącego podstawę eksportu znacznie spadły z powodu eksploatacji bogatych złóż tego kruszcu w Ameryce. Nowym towarem eksportowym, mającym choć w części zastąpić złoto, byli niewolnicy. Ich wywóz tylko chwilowo bilansował straty, bowiem w dłuższej perspektywie przyczyniło się to do pogłębienia kryzysu. Songhaj stracił kontrolę nad częścią szlaków handlowych na rzecz Europejczyków, którzy założyli faktorie handlowe na wybrzeżu Zatoki Gwinejskiej. Zmusiło to klasę panującą do rozbudowy rodzimej gospodarki, która jednak nie była w stanie zapewnić coraz liczniejszemu potomstwu elit dóbr luksusowych. Właśnie rozrost elit spowodowany wielożeństwem przyczynił się do pogrążenia państwa w chaosie politycznym. Dzieci wysoko urodzonych starały się zachować poziom życia rodziców, co przy mniejszym dostępie do dóbr prowadziło do konfliktów. Gdy w 1582 roku umarł Askia Daud, rozgorzały nieustanne walki o tron.

### Sytuacja w Maroku
W ostatnich dwudziestu latach XVI wieku Maroko przeżywało okres względnego spokoju. Po odparciu najazdu portugalskiego w 1578 roku sułtan Ahmed el-Mansur umocnił pozycję państwa na arenie międzynarodowej na tyle, że nie musiał obawiać się kolejnych ataków państw europejskich, ani prób podporządkowania ze strony Imperium Osmańskiego. Państwo sąsiadujące od północy z Hiszpanią, zaś od wschodu z podległą Ottomanom Algierią, mogło prowadzić ekspansje jedynie w kierunku południowym. Temu kierunkowi sprzyjało umiejscowienie centrum władzy Sadytów w Marrakeszu.
Na początku XVI wieku w Maroku zaczęło rozwijać się na skalę przemysłową cukrownictwo. Od 1516 roku powstawały nowe plantacje cukrowe zatrudniające głównie wolnych chłopów z berberyjskich plemion Masmuda. Znaczny rozwój tej gałęzi gospodarki miał miejsce w 1541 roku, w wyniku zajęcia Agadiru – zwiększyły się możliwości eksportu towarów, a portugalscy jeńcy zmodernizowali proces rafinacji. Szczyt rozwoju cukrownictwa przypadł na lata osiemdziesiąte, rocznie eksportowało ono około 100 000 arrobas cukru (1480 ton), głównie na rynki europejskie.
Za panowania el-Mansura cukrownictwo przestało być rozwijane, władca ograniczył się do czerpania z niego korzyści. Wzmocnił się główny konkurent Maroka w eksporcie tego towaru – portugalska Brazylia, pod koniec stulecia produkowała go już dwunastokrotnie więcej. Wypieranemu przez tańszy brazylijski towar cukrownictwu nie pomogły też stale rosnące podatki nakładane przez sułtana na dzierżawiących młyny cukrowe Żydów. Przykładem nakładów, jakie musieli ponosić producenci, było wymuszenie dofinansowywania przez nich budowy pałacu El Badi – za 50 marmurowych kolumn sułtan zapłacił cukrem o równej im wadze. Te przyczyny spowodowały, że w 1589 roku żydowscy dzierżawcy młynów zbankrutowali. Alternatywnym źródłem finansowania budowy pałacu el-Mansur postanowił uczynić podbój songhajskich kopalni złota.

### Konflikt o kopalnie soli

Transsaharyjskie szlaki karawan

W 1542–1543 roku Marokańczycy wyruszyli w kierunku Wadanu (osady na szlaku handlu solą), jednak ich armia poniosła klęskę ginąc na pustyni. W roku 1546 sułtan Maroka zażądał od ówczesnego władcy Shonghaju, Askii Ishaka I przekazania kopalni soli w Taghazie. Ishak I nie ugiął się pod żądaniami sułtana i wysłał 2000 Tuaregów do marokańskiej doliny rzeki Wadi Dara, którzy ograbili targowisko w ksarze Beni Sbih, w okręgu El Ktawa. Zniweczyło to na ponad trzydzieści lat plany marokańskiej ekspansji w tym rejonie.
Osłabienie Songhaju wykorzystał sułtan Maroka Ahmad al-Mansur. W 1582 roku rozpoczął on opanowywanie oaz Guarara (Tiguararin) i Taut, leżących na szlaku karawan handlujących solą, aż po miejscowość Reggen (obecnie w algierskiej prowincji Adrar) oddaloną od dotychczasowych marokańskich posiadłości w Tafilalt o 720 kilometrów. Zachęcony łatwym sukcesem sułtan wysłał oddział złożony z 200 strzelców w celu zajęcia kopalni soli w Taghazie. Chcąc przeciwdziałać dążeniom marokańskim Askia Mohammed II nakazał poddanym opuścić kopalnię i udać się do kopalni w Taudeni, leżącej 180 km bliżej centrum Songhaju. Mimo iż w 1585 roku Askia zabronił powrotu do porzuconej kopalni pod groźbą konfiskaty majątku, niska wydajność kopalni w Taudeni spowodowała, że po pewnym czasie zdecydowano się wznowić wydobycie w Taghazie, by pokryć zapotrzebowanie państwa na sól.
Sułtan rozpoczął w 1584 roku dyplomatyczne zabiegi w celu podporządkowania sobie Songhaju, od wysłania poselstwa z bogatymi darami na dwór Askii Mohammeda II. Na późniejsze, otwarte żądania Askia Ishak II odpowiedział wysyłając do Maroka oszczepy i sidła, co symbolizowało rozpoczęcie wojny. Ahmed al-Mansur rozpoczął przygotowania do wojny w 1589 roku, na jego dworze pojawił się też pretendent do songhajskiego tronu – Uled Kirinfil.
Ahmed al-Mansur postawił sprawę inwazji na Songhaj pod naradę. Jego kronikarz, El-Fisztali szczegółowo opisał tok dyskusji między władcą a dostojnikami. Głównymi argumentami sułtana, przemawiającymi za podjęciem akcji, były brak możliwości ekspansji w innych kierunkach, oraz znaczna przewaga technologiczna nad Sudańczykami, którzy nie znali broni palnej.
Istnieją przesłanki, które wskazują na to, że przed ekspedycją Dżaudara, Ahmed al-Mansur podjął próby wcześniejszych najazdów. Są to między innymi informacje o wygnaniu na pustynię nieposłusznych żołnierzy – mogą one być próbą zatuszowania niepowodzenia w pokonaniu tej przeszkody terenowej przez jego wojska .

## Ekspedycja Dżaudara

### Siły marokańskie
Siły wystawione przez Ahmeda el Mansura liczyły 4000 żołnierzy wyselekcjonowanych pod względem odwagi, dyscypliny i wytrzymałości . Większą część wojska – 2500 ludzi, stanowili Moryskowie bądź hiszpańscy renegaci. Wśród nich znajdowało się 500 arkebuzerów konnych oraz 2000 arkebuzerów pieszych. Pozostałe półtora tysiąca stanowiła marokańska jazda. Jako formację pomocniczą przeznaczoną do prac obozowych przeznaczono 600 Berberów. Do transportu przez pustynie przeznaczono 1000 koni i 8000 wielbłądów obsługiwanych przez 1000 poganiaczy.
Dowódcą armii został mianowany faworyt sułtana Dżaudar – eunuch dworski, na potrzeby wyprawy podniesiony do godności paszy Grenady. Podlegało mu dziesięciu kaidich, z czego czterech, tak jak on, było hiszpańskimi chrześcijanami przekonwertowanymi na islam . W skład osobistej eskorty Dżaudera wchodziło 70 lub 80  chrześcijan uzbrojonych w muszkiety.
Na wyposażeniu armii Dżaudera znajdowały się również angielskie  armaty. W zależności od źródła, ich liczba podawana jest na 4 lub 6  dużych dział, Tymowski wspomina jeszcze o kilkunastu mniejszych.

### Przeprawa przez Saharę
Wyjście ekspedycji na Saharę rozpoczęło się 16 października 1590 roku. Przeprawa przypadała na porę zimową, co wpływało korzystnie na szanse jej powodzenia. Nie zmienia to faktu, że przedsięwzięcie było bardzo trudne – na pustynnej trasie liczącej ponad 1100 kilometrów jedynie co 200–300 kilometrów znajdowały się źródła wody. Władca Songhaju, Askia Ishak II wiedział o podjętej przez Marokańczyków wyprawie, liczył jednak, iż armia zginie po drodze tak jak poprzednie. Jego rozkaz, by zakopać studnie znajdujące się na szlaku został wydany zbyt późno. Przemarsz trwał 135 dni – 1 marca 1591 roku Dżaudar dotarł do miejscowości Karabara nad rzeką Niger. Ciężkie warunki tułaczki przez pustynię przetrwała tylko połowa sił marokańskich. Askia nie wykorzystał jednak szansy uderzenia na wycieńczoną armię. Został on zaskoczony pojawieniem się wojsk nieprzyjaciela tak blisko stolicy, przewidywał bowiem, że Marokańczycy uderzą najpierw na Timbuktu. Ishak II rozesłał do podległych plemion posłańców z wiadomością o inwazji, zostali oni jednak zabici przez wrogich Songhajowi Tuaregów. Brak przygotowania do obrony tłumaczyć można głównie przeświadczeniem przywódców państwa o niemożliwości przemarszu armii przez tereny pustynne .

### Bitwa pod Tondibi
Siły Dżaudara skierowały się w stronę stolicy Songhaju – Gao. Askia przeprowadził dwukrotne rozpoznanie walką swojego przeciwnika. Wiedział stąd o liczebności armii nieprzyjaciela, szacowanej na 2500–3000 ludzi, oraz o używanej przez niego broni. Pojawienie się sił paszy tak blisko stolicy zaskoczyło Songhajczyków, którzy spodziewali się, że najeźdźcy uderzą najpierw na Timbuktu. Askia postanowił pokonać wroga w walnej bitwie dzięki przytłaczającej przewadze liczebnej. Zebrał armię liczącą, według różnych szacunków, ogółem 25 tysięcy ludzi lub też 30 000 pieszych i 12 500 konnych. Strony starły się 12 marca 1591 w zaciętej bitwie na pastwiskach  w pobliżu miejscowości Tondibi. Toczyła się ona ze zmiennym szczęściem od 9 rano do 15. Atak kawalerii songhajskiej został odparty przez Marokańczyków, których spahisi rozpoczęli kontratak dezorganizujący częściowo armię Askii. Sytuacja została opanowana dzięki piechocie, zwłaszcza zaś suna – niewolniczej gwardii Askii. Ta ruszyła do ataku zdobywając nawet jedną z marokańskich chorągwi. Ostatecznie jednak Marokańczykom udało się zmusić przeciwników do odwrotu. Po dwugodzinnej przerwie Ishak zdecydował użyć w walce bydła – pognał stado krów na wojska Dżaudara. Manewr się nie udał, gdyż krowy nie stratowały przeciwnika. Zostały przez niego przepuszczone, bądź odstraszone wystrzałami, przez co zmieniły kierunek tratując Songhajczyków. Atak Marokańczyków, który nastąpił w tej sytuacji, doprowadził wojska Askii do paniki. Sam przywódca uciekł wraz z najwyższymi dowódcami, za nim w panice rozpierzchli się żołnierze. Na polu pozostała jedynie suna, wybita doszczętnie przez najeźdźców.

### Rokowania pokojowe
Wojska Dżaudara rozpoczęły po bitwie kilkudniowy odpoczynek. Czas ten Ishak II wykorzystał do ewakuacji stolicy. Początkowo, pod wpływem poniesionej klęski, Askia postanowił wycofać się do Dendi. Od tej decyzji odwiedli go jednak doradcy – ostatecznie władca wraz z nową armią i dobytkiem wywiezionym z Gao zajął pozycję w miejscowości Bara. Miejscowość ta znajdowała się nad Nigrem, zapewniającym Sudańczykom dobrą osłonę przed znajdującymi się po przeciwnej stronie wojskami marokańskimi. Wejście do siedziby Askiów rozczarowało wojska Dżaudara. Spodziewali się oni zastać tam liczne bogactwa, zwłaszcza złoto, z którego słynął Songhaj, miasto jednak wyglądało, z perspektywy byłych Europejczyków, raczej jak większa wieś wypełniona lepiankami.
Ishak zdecydował się na podjęcie negocjacji w celu podpisania pokoju. Oferta przedstawiona Dżaudarowi zakładała, że w zamian za powrót wojsk paszy do Maroka Askia wypłaci zdobywcom sto tysięcy mitkali złota (około 470 kg) oraz przekaże tysiąc niewolników. Dodatkowo uzna on zwierzchnictwo al-Mansura nad Songhajem i zobowiąże się do płacenia corocznego trybutu. Dżaudar wysłał gońca do Marrakeszu z wiadomością o propozycji Askii – informował w niej również o tym, że wobec ciężkiej sytuacji własnych wojsk, którym brakuje zaopatrzenia i prowiantu, nie jest w stanie wyruszyć na poszukiwania źródeł złota. Sam nie zostawiając w Gao garnizonu, udał się 25 kwietnia do zapewniającego lepsze warunki Timbuktu, gdzie rozpoczął budowę fortecy .

## Ekspedycja ben Zerguna

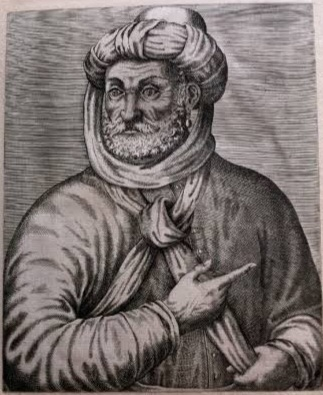
Sułtan Maroka Ahmad al-Mansur

### Reakcja sułtana
Oferta pokoju oburzyła al-Mansura – oczekiwał on podporządkowania sobie całego państwa Sudańczyków, zwłaszcza zaś przejęcia kontroli nad kopalniami złota. Zdjął on swojego dotychczasowego faworyta z funkcji dowódcy, na jego miejsce wysłał zaś paszę Mahmuda ibn Zarkuna. Wybór paszy Mahmuda – przywódcy renegatów, świadczy o wadze, jaką przywiązywał do podboju Sudanu. Sułtan zaczął rozgłaszać, że zwycięstwo zostało już niemal osiągnięte, a kopalnie złota odnalezione. By dobitniej przekonać poddanych o sukcesie, zaczął on paradować dookoła rzekomej czaszki Askii Ishaka. Władca nie mógł okazać słabości, by nie sprowokować rebelii któregoś z synów. Sytuacja wewnętrzna w państwie uległa bowiem pogorszeniu – wojsko musiało pod groźbą zbierać wysokie wojenne podatki od ludności, która nie zawsze wierzyła w sens i szanse ekspedycji .

### Bitwa pod Bambą
Ekspedycja paszy Mahmuda ibn Zarkuna składająca się z, podobnie jak poprzednio, wyselekcjonowanych, elitarnych wojsk, przebyła Saharę w ciągu zaledwie 7 tygodni. Dotarła do Timbuktu 17 sierpnia 1591 roku. Mahmud, podobnie jak Dżaudar, był dworskim eunuchem. Mianował poprzednika swoim zastępcą, ten zaś wprowadził go w obecną sytuację. Gdy ibn Zarkun dowiedział się, że Songhajczycy w razie zagrożenia przez nie posiadających łodzi Marokańczyków uciekają za rzekę, postanowił zmienić ten stan rzeczy. Z drzwi i framug domostw Timbuktu, oraz z nielicznych drzew w ciągu trzech tygodni zbudował trzy barki .
Tak przygotowany pasza Mahmud wyruszył w celu rozprawy z Sudańczykami. Decydująca bitwa miała miejsce nad Nigrem, w pobliżu miejscowości Bamba, gdzie armia Songhaju została ponownie rozgromiona. Pokonany Ishak II wyruszył w stronę Dendi, widząc zaś ścigające go wojska posłał instrukcję do Timbuktu, w celu wzniecenia powstania na tyłach przeciwnika. Zebrał również oddział 1200 jeźdźców, któremu dowodzić miał hi-koi (naczelnik floty rzecznej) Laha, który wysłał z zadaniem uderzenia na stacjonującego w miejscowości Kukia paszę. Plan ten pokrzyżował brat Ishaka II – balama (tytuł jednego z najwyższych dowódców) Mohammed Gao. Na czele 100 kawalerzystów dołączył do oddziału hi-koi Laha, gdzie został obwołany nowym Askią. Ishak II ratował się ucieczką do prowincji Gurma. Inna wersja historii podaje, że sama bitwa rozegrała się w Gurma, od razu po niej zaś Askia Ishak salwował się ucieczką . Niezależnie od wersji, Ishak II został napadnięty w Gurma przez Tuaregów i zabity .

### Bunt w Timbuktu
Pasza Dżaudar nie napotkał na problemy ze strony mieszkańców podczas wkraczania do Timbuktu. Pierwsze oznaki niepokoju pojawiły się, gdy zaczął on stawiać w mieście kasbę w dzielnicy kupieckiej. Do pierwszego wystąpienia doszło 10 października 1591 roku, gdy pasza Mahmud wyruszył wraz z większością armii naprzeciw Ishakowi II. Bunt podniósł namiestnik Askii w Timubktu (Timbuktu-mundio) Yahia, który został szybko zastrzelony przez uzbrojonych w arkebuzy renegatów. Dało to Marokańczykom pretekst do wszczęcia represji przeciwko mieszkańcom, które jednak znacznie wzmogły ich chęć do buntu. Rebelianci zmusili dowodzącego garnizonem kaida El-Mustafę Et-Torki do ukrycia się za osłoną murów kasby, zabili też pretendującego do songhajskiego tronu Uleda Kirinfila. Sytuację dodatkowo wykorzystali Tuaregowie, którzy pod przykrywką odsieczy dla Marokańczyków złupili miasto. Porządek w mieście przywrócił kaid Mami, który wkroczył do Timbuktu 27 grudnia na czele 324 arkebuzerów. Zjednał on sobie mieszkańców łagodnym potraktowaniem buntowników. Ograniczył się do przyjęcia przysięgi na wierność sułtanowi, a potem nawet zorganizował wyprawę po niewolników na potrzeby miasta.

### Rozprawa z Askią Mohammedem Gao
Część braci Mohammeda Gao, na czele z Sulejmanem zaczęła przechodzić na stronę najeźdźców. Aby zapobiec rozbiciu państwa nowy Askia rozpoczął, za pośrednictwem swojego sekretarza Bukara Lanbara, negocjacje pokojowe z paszą Mahmudem. Wojska Mahmuda zaczynały cierpieć głód, poprosił więc Mohammeda o wysłanie pożywienia, na co ten przystał. Pasza oświadczył, że warunkiem pokoju jest osobiste złożenie przysięgi wierności Marokańczykom przez Askię i jego dygnitarzy. Mimo licznych wątpliwości i ostrzeżeń Mohammed Gao przystał na te warunki. Mahmud ben Zergun wydał przyjęcie na cześć przybyłych gości, w trakcie którego rozkazał uwięzić wszystkich Songhajczyków, poza Bukarem. Rychło Askia i jego 18 dostojników zostali przewiezieni do Gao, po czym zgładzeni na rozkaz paszy. Michel podaje, że inicjatorem sprowadzenia Askii był kaid Mami. Zasugerował on Mohammedowi, by jako gest dobrej woli w negocjacjach pokojowych, dostarczył on żywność głodującym mieszkańcom Timbuktu. Gdy Askia przybył z zapasami żywności, został wraz ze świtą zamordowany na rozkaz Mahmuda, który chciał w ten sposób zemścić się za straty poniesione przez Marokańczyków podczas przeprawy przez Saharę .
Mahmed ibn Zarkun zdecydował się na mianowanie na kontrolowanych przez siebie terenach nowego Askii, licząc na uspokojenie w ten sposób Sudańczyków. Został nim Sulejman, który pierwszy uznał władzę Marokańczyków.

## Dalsze walki

### Walki o Dendi
W miejsce zabitego Mohammeda armia wybrała na stanowisko Askii Nuha – brata poprzednich władców państwa. Udało mu się ewakuować wielu Songhajów z opanowanych przez Maroko terenów. Wraz z nimi udał się do Dendi, dając początek nowemu, okrojonemu królestwu.
Pasza Mahmud znał reakcję sułtana na propozycję zawarcia pokoju nadesłaną do Marrakeszu przez Dżaudara, uznał więc, że musi podbić terytorium Songhaju w całości. Askia Nuh wiedział, że nie jest w stanie wygrać walnej bitwy z dysponującymi ogromną przewagą techniczną Marokańczykami, zaczął więc prowadzić wojnę podjazdową. Pozyskał też nowego sojusznika – plemienne państwo Kebbi, dotychczasowego przeciwnika Songhaju. Pasza zbudował kasbę w nadnigeryjskiej miejscowości Kolen, która stała się bazą jego wojsk w Dendi. Stąd wyprowadzał ataki i pogonie za organizującymi ciągłe zasadzki wojskami Askii. Podczas dwuletnich walk Mahmud utracił wielu żołnierzy z powodu chorób, stracił również wszystkie konie, a zapas żywności wyczerpywał się. Mimo iż na prośbę paszy al-Mansur przesłał mu liczne posiłki, nie był on w stanie pokonać wojsk Askii. W październiku 1593 roku wycofał swoje siły z Dendi, pozostawiając jedynie garnizon w Kolen pod dowództwem kaida Amara. Askia Nuh zaraz po wyjściu paszy z Dendi rozpoczął oblężenie kasby w Kolen. Z odsieczą wyruszył kaid Mami, któremu dopiero przy pomocy łodzi udało się ewakuować garnizon. Niepowodzenie w Dendi było pierwszą większą porażką Marokańczyków w tej kampanii.

### Dżenne
Okupowane przez Marokańczyków Timbuktu nie mogło na dłuższą metę funkcjonować bez ścisłych relacji handlowych z Dżenne. Mieszkańcy tego ośrodka podporządkowali się sułtanowi składając przysięgę na przełomie 1591 i 1592 roku. Kaid Mami podczas wizyty w mieście mianował nowego Kadiego. Po jego powrocie do Timbuktu zarówno nowy kadi, jak i Dżenne-koi (naczelnik Dżenne) zostali aresztowani przez syna Askii Mohammeda Bunkana Bokara. Rozpoczął on buntowanie mieszkańców i żądał złożenia przysięgi na wierność Askii Nuha przez miejscowych dostojników. Ci odmówili argumentując, że o ich lojalności zdecyduje rezultat walk toczonych w Dendi.
Uzyskawszy informację o zajęciu miasta przez stronników Askii kaid Mami zebrał 300 żołnierzy z garnizonu w Timbuktu oraz pewną ilość wojsk sojuszniczych Fulbe z Masiny. Na wieść o zbliżającym się wojsku Bokar uciekł z miasta wraz ze swym oddziałem, został jednak dogoniony przez kaida i pokonany.

### Zaostrzenie okupacji Timbuktu
Na skutek polubownej polityki kaida Mami mieszkańcy Timbuktu nie podejmowali już nowych buntów. Zagrożeniem dla sił marokańskich byli jednak Tuaregowie, którzy napadli na miasto, gdy Mami prowadził walki w rejonie Dżenne. Broniącego miasta kaida El-Mustafę uratował przed porażką dwutysięczny oddział posiłków przybyły z Maroka.
Nieznane są motywy rozpoczęcia nowej fali represji mieszkańców miasta. W październiku 1592 roku pasza Mahmud przebywający w Dendi rozkazał, aby publicznie i w brutalny sposób zabić dwóch potomków szarifa Ahmeda es-Sekli. Aby wpłynąć na politykę okupantów, kadi Omar wysłał do Marrakeszu list, w którym prosił sułtana o litość. Ahmed sl-Mansur przyjął posłów kadiego życzliwie i obiecał zakończyć represję, w tajemnicy jednak wysłał wraz z nowymi posiłkami rozkaz aresztowania Omara i zdławienia wszelkiego oporu.
Po powrocie z Dendi pasza Mahmud złupił koczownicze plemiona Sanhadża, jednak zdobycze okazały się niezadowalające. Aby zaspokoić oczekiwania sułtana, pasza postanowił ograbić mieszkańców Timbuktu. Wykorzystał w tym celu podstęp – ogłosił, że domy mieszkańców zostaną przeszukane, a wszelka znaleziona broń zostanie zarekwirowana. Zarządzenie miało nie dotyczyć jedynie potomków kadiego Mohammeda Akita, co spowodowało, iż mieszkańcy ukryli większość swoich kosztowności w budynkach należących do krewnych kadiego. Mahmud przyjął 18 i 19 października przysięgę wierności od kupców, na 20 października zarządził przyjmowanie analogicznej przysięgi od ulemów. Gdy ci zebrali się we wskazanym miejscu, zostali aresztowani przez Marokańczyków. W tym czasie ich domostwa zostały obrabowane, wszystkie kosztowności złożone przez mieszkańców przeszły więc w ręce okupantów. Część uwięzionych mędrców została wymordowana za murami miasta, pozostałych uwięziono w kasbie. Grupa ta została 18 marca 1594 roku deportowana do Maroka. Znajdował się w niej kadi Omar oraz słynny pisarz Ahmed Baba, uwolniony dzięki zabiegom marokańskich ulemów.

## Kolejni paszowie

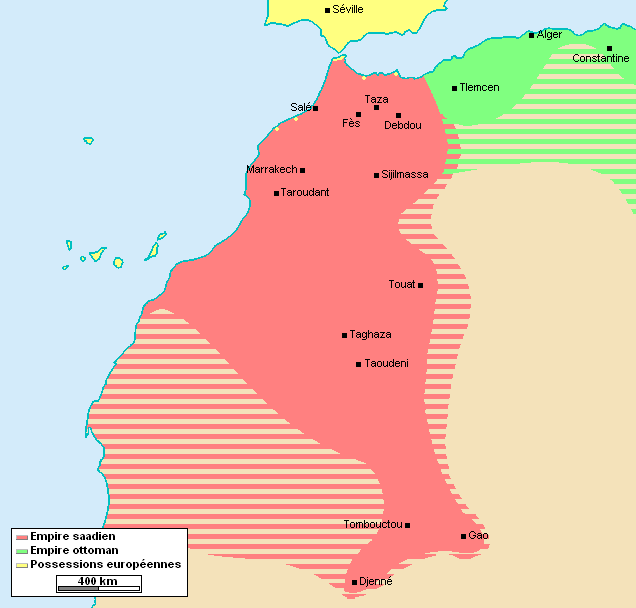
Tereny zależne podporządkowane władzy Maroka pod koniec XVI wieku

### Kres rządów paszy Mahmuda
Pasza Mahmud wysłał do Marrakeszu łupy, o wartości podobnej do oferty pokojowej składanej przez Ishaka II: 100 000 mitkali złota i niewolników. Z pozostałej sumy część rozdzielił żołnierzom, a resztę zagarnął dla siebie. Dystans od metropolii sprawił, że pasza nie próbował ukrywać luksusów, co spowodowało wysłanie donosów przez jednego z kaidów. Rozwścieczony sułtan wysłał do Timbuktu kaida Mansura ibn Abd ar-Rahmana, który miał zabić paszę ibn Zarkuna i zająć jego stanowisko. Gdy Mahmud dowiedział się o czekającym go losie, postanowił uprzedzić fakty. Wyruszył w kolejną wyprawę zbrojną przeciwko Askii Nuhowi do Hombori, gdzie 15 marca 1595 roku poniósł śmierć w trakcie samobójczego ataku. Jego armia powróciła do Timbuktu pod wodzą Askii Sulejmana. Jego głowa zaś została przekazana przez Nuha Kancie Dawudowi – sułtanowi sojuszniczego Kebbi.

### Walki o władzę w paszaliku
Pasza Mansur złagodził politykę poprzednika wobec Timbuktu, tępiąc jednocześnie przestępców, którzy wykorzystywali okres niepokoju. W czerwcu 1595 roku uderzył ze swoimi wojskami (z Maroka przytargał ze sobą 3000 dodatkowych żołnierzy) na Hombori. Pokonał armię Askii Nuha biorąc wielu jeńców, których potem przekazał Askii Sulejmanowi. Wkrótce Mansur wszedł w konflikt ze stacjonującym w Gao Dżaudarem. Ich spór o zwierzchnictwo próbował rozsądzić al-Mansur, przekazując Dżaudarowi władzę cywilną, zaś Mansurowi władzę wojskową. Nie zadowoliło to Dżaudara, który 9 listopada 1596 roku otruł swojego rywala. Podobnie postąpił wobec przybyłego w maju 1598 roku paszy Mohammeda Tabę.
Pasza Dżaudar nie wierzył w zajęcia Dendi, zdecydował więc skierować swe działania na Masinę. W 1598 roku wyruszył przeciwko sprzymierzonym armiom Fulbe i Bambara dowodzonym przez Mamadi Amina. Dżaudar ponownie poczuł się zagrożony, tym razem ze strony kaida El-Mustafy, który szczególnie wyróżnił się w walce. Pasza oddał decyzję co do dowodzącej osoby armii, tworząc w ten sposób precedens. Wojownicy potwierdzili władzę paszy, a kaid został zabity.
Dżaudar otrzymał od sułtana pod koniec roku 1598 nakaz powrotu do Maroka. Odmówił, argumentując groźbą ataku ze strony Fulbe i Mali. Zmienił zdanie, gdy od przybyłego w lutym 1599 roku paszy Amara dowiedział się, iż sułtan przywrócił go do łask. Do Marrakeszu dotarł 4 lipca 1599 roku, przywożąc ze sobą wielu niewolników oraz 30 wielbłądów obładowanych złotem i drogimi towarami. W tym samym roku doszło do przewidzianego przez paszę ataku, jednak wojska Fulbe i Mali oblegające Dżenne zostały pokonane przez Marokańczyków.
Marokańskie zainteresowanie ekspansją w Sudanie Zachodnim ustało zupełnie wraz ze śmiercią Ahmeda al-Mansura w 1603 roku.

## Podsumowanie

### Bilans Maroka
Opinie co do zyskowności marokańskiej inwazji na Songhaj są wśród historyków podzielone. Początkowo ilość łupów, które trafiły do Marrakeszu była imponująca. W sierpniu 1594 roku miało tam trafić około czterech ton złota, podobną ilość przywiózł też pasza Dżaudar w 1599 roku. Stałym dochodem sułtana były znaczne podatki od handlu solą, oraz roczny trybut Timbuktu, ustalony w 1594 roku na 60 kwintali (304 kilogramy) złota. Główny jednak cel wyprawy, jakim było zajęcie kopalń złota, nie został osiągnięty. Najeźdźcy źle ocienili bogactwo Songhaju, który w handlu złotem był głównie pośrednikiem, a sami władcy nie znali lokalizacji pokładów tego surowca. Źródła te były zresztą bliskie wyczerpaniu, co spowodowało, iż na dłuższą metę ilość złota dostarczanego do Maroka z południa zmalała, zamiast wzrosnąć. Trybut narzucony Timbuktu również nie był stałym źródłem dochodów, gdyż złupione miasto nie miało już rezerw do wypłacania należności. Istotnym czynnikiem zmniejszającym dostawy do metropolii było też to, iż paszowie znaczną część łupów przywłaszczali sobie oraz rozdawali żołnierzom. Należy zaznaczyć, że inwazja była dla Maroka bardzo kosztowna. Wspomniany już podatek wojenny musiał być na tyle wysoki, by do zbierania go potrzebne było wojsko. Do Songhaju władca wysyłał najlepszych żołnierzy, których należało wyekwipować i obficie zaopatrzyć na długą przeprawę przez pustynie. Za swoich rządów al-Mansur wysłał do Sudanu Zachodniego około 25 000 piechurów i kawalerzystów.

### Rozpad Songhaju

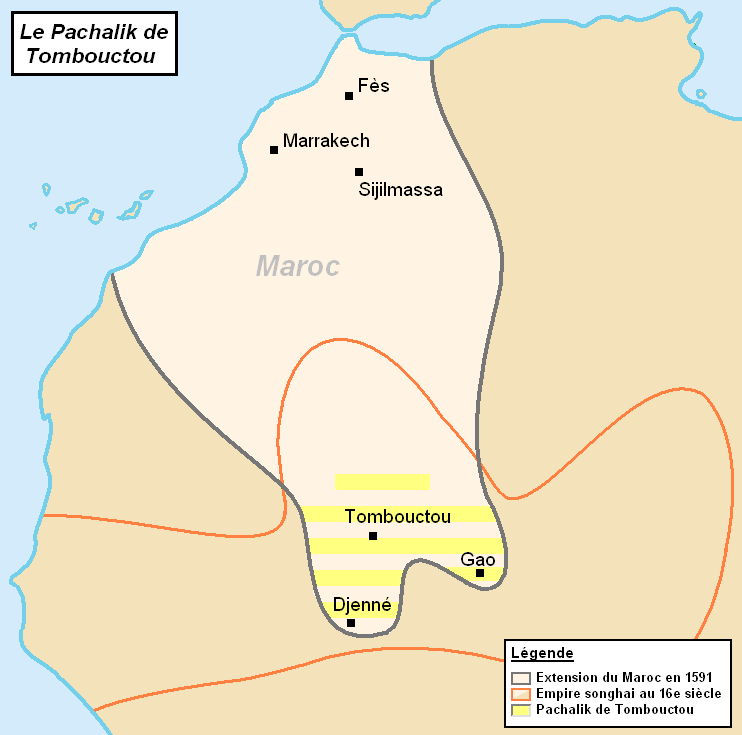
Obszar Paszaliku Arma na tle najdalszego zasięgu imperium Songhajskiego

W wyniku porażki wojsk Askiów w próbie odparcia marokańskiej inwazji doszło do rozpadu imperium. Głównymi siłami, które pozostały na mapie był Paszalik Arma oraz królestwo Dendi. Znajdowały się one w konflikcie, prowadząc przez większość czasu wojny, będące kontynuacją marokańskiej inwazji. Ludy podporządkowane Songhajow odzyskały niezależność, lub uznały początkowo zwierzchność paszów.
Paszalik Arma obejmował początkowo tereny wokół Timbuktu, Gao i Dżenne, stopniowo jednak ograniczył swe zwierzchnictwo do Timbuktu. Grupą rządzącą w paszaliku byli żołnierze przybyli z Maroka, nazywani nad Nigrem Arma, od arabskiego słowa ruma (strzelcy). Dowodził nimi pasza, do 1618 roku wybierany i przysyłany przez sułtana, później zaś obierany przez samych wojskowych. Ostatecznie zależność od Maroka zerwano w 1660 roku, gdy podczas modłów w meczetach przestano wymieniać imię sułtana. Funkcją Askii nominowanego przez paszę było rządzenie ludnością pochodzenia songhajskiego. Paszalik nieustannie toczył wojny, jeżeli nie ze swym głównym wrogiem – królestwem Dendi, to z plemionami Fulbe, Bambara czy Tuaregami, bądź z rebeliami we własnych granicach. Stopniowo cele wojen zmieniły się z politycznych, na czysto grabieżcze. Paszalik został podporządkowany przez Tuaregów w 1737 roku.
Królestwo Dendi obejmowało dzielnice Dendi oraz Hombori, jego stolicą było miasto Lulumi. Rządy w królestwie sprawowali Askiowie, którymi zostawali kolejni synowie, a potem wnukowie Askii Dauda. Spoiwem królestwa były ciągłe walki z paszalikiem, prowadzone do 1647 roku. One też między innymi spowodowały rezygnacje z wyznawania islamu i przejście na tradycyjne wierzenia animistyczne. Od 1640 roku postępował proces rozbicia dzielnicowego, który postępował aż do podboju francuskiego.